# Georg Friedrich Gaupp
Georg Friedrich Gaupp (* 8. Januar 1719 in Efringen-Kirchen; † 23. November 1798 in Pforzheim) war ein badischer Offizier, Unternehmer und Winzer, der ein Vermögen bei der Eroberung von Bengalen gewann.

## Leben
Gaupp war eines der 13 Kinder des baden-durlachischen Schatzungseinnehmers Georg Jakob Gaupp († 1742), der in Efringen lebte. Nach dem Besuch des Lörrach Pädagogiums studierte Gaupp an der Universität Basel und von 1736 bis 1741 an der Universität Straßburg Rechtswissenschaften.

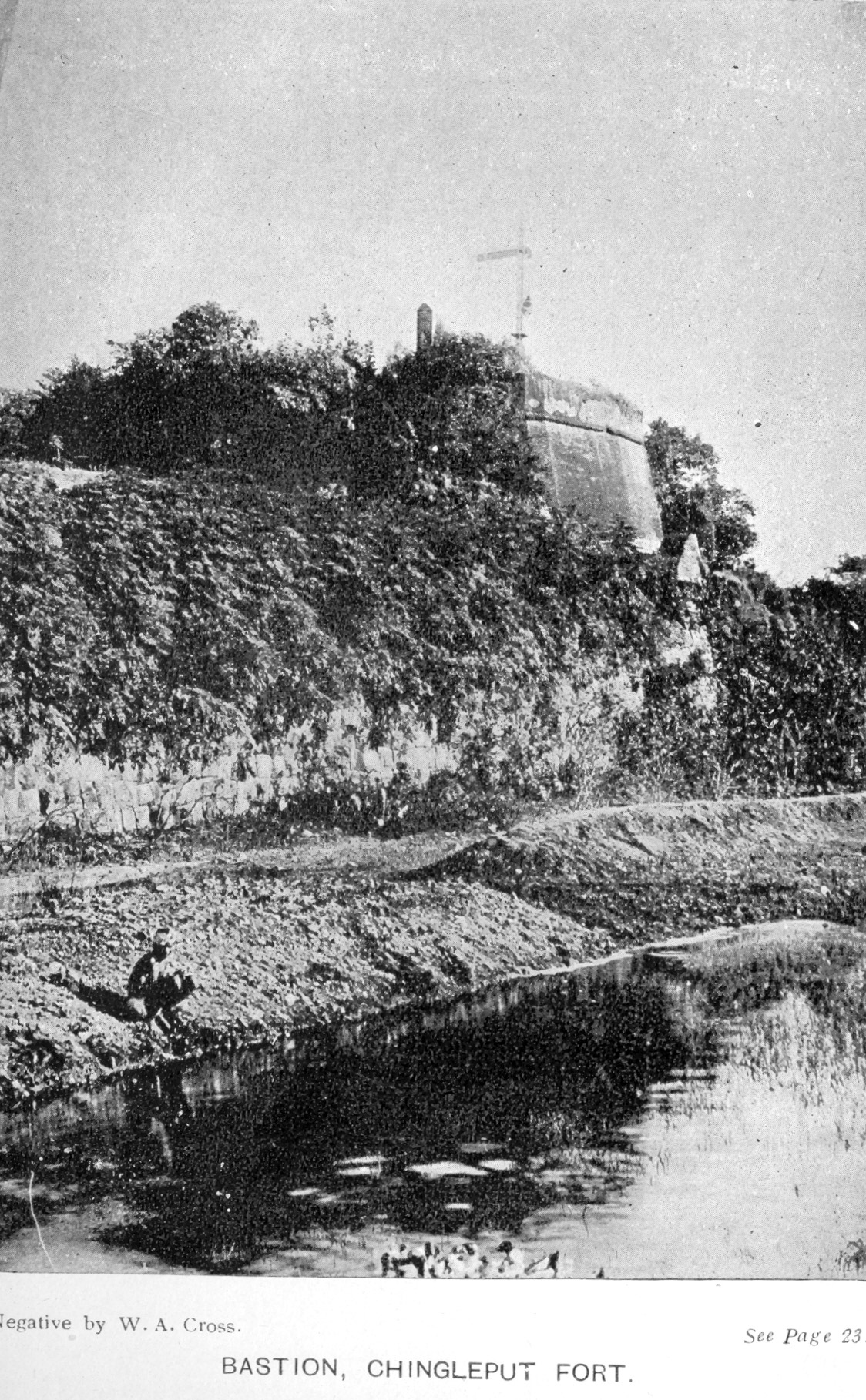
Fort Chingleput um 1913

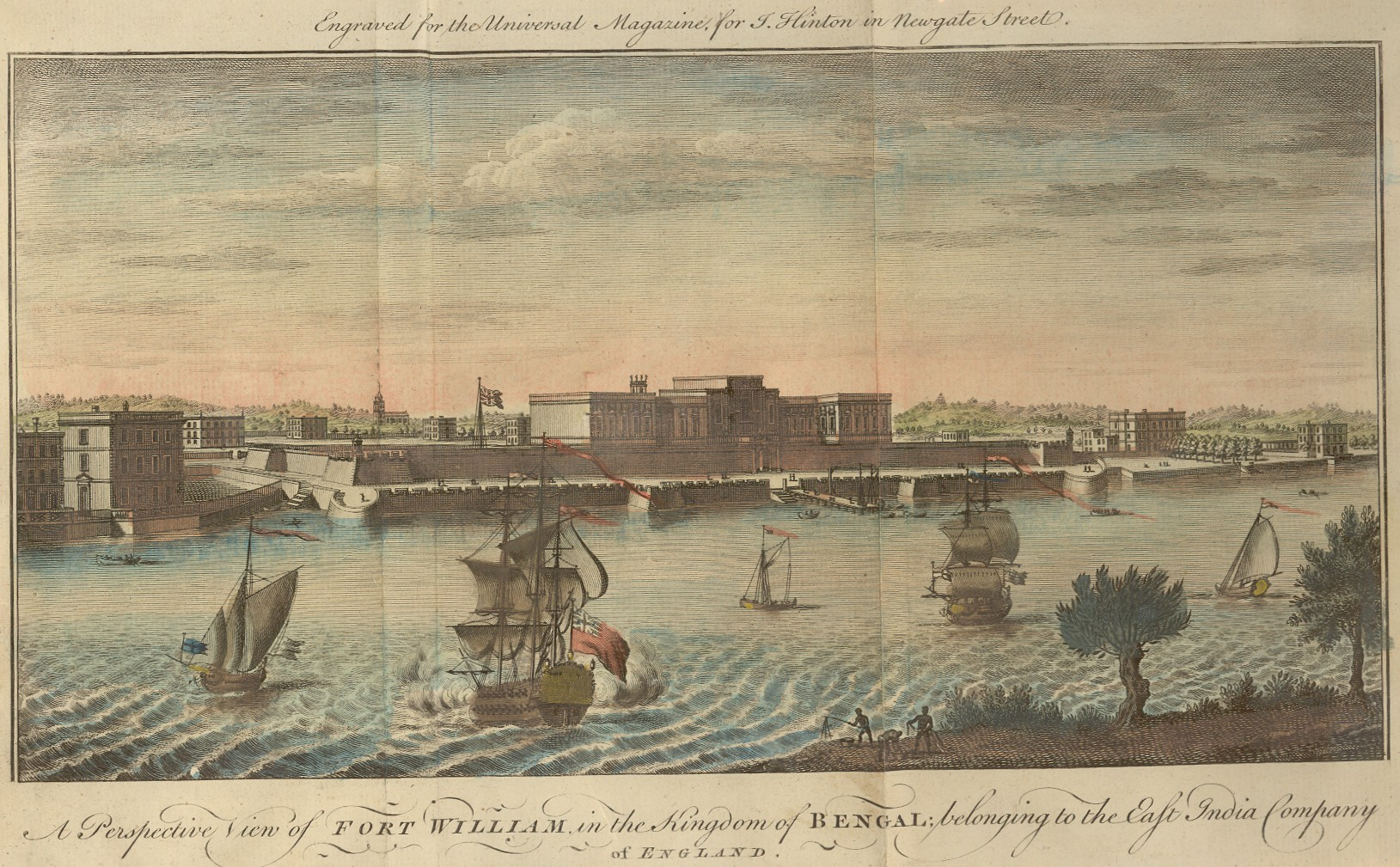
Fort William bei Kalkutta um 1760

1742 ließ er sich als Leutnant für das vom Titular-Markgrafen Karl Wilhelm Eugen von Baden-Durlach für den König von Sardinien-Piemont, Karl Emanuel III. aufgestellte Söldner-Regiment, das seinen Sammelplatz in Turin hatte, anwerben. 1749  wechselte er zum 7. Schweizer Regiment (Diesbach), das in französischem Sold stand und sein Hauptquartier in Nancy hatte. Nachdem er sich in Piemont italienische Sprachkenntnisse aneignen konnte, ergänzte er diese nun um solche der französischen Sprache und lernte auch Englisch.
1751 trat er seinen Dienst in einem Schweizer-Bataillon an, das für die Britische Ostindien-Kompanie angeworben wurde. Zuvor hatte er noch seine badische Heimat besucht, um im Oberamt Rötteln fehlende Papiere zu beschaffen. Der dortige Landvogt Gustav Magnus von Wallbrunn war um die wirtschaftliche Entwicklung seines Oberamtes bemüht und bat Gaupp, bei seinem bevorstehenden Aufenthalt in Indien die indische Textilindustrie von der Rohbaumwolle bis zum Endprodukt zu studieren.
Am 7. Mai 1752 erreichte Gaupp Madras und im August wurde er zum Hauptmann befördert und mit dem Kommando über eine Schweizer-Kompanie betraut. Bereits 1752 zeichnete sich Gaupp bei einem Gefecht bei Fort St. David in der Nähe von Cuddalore aus. 1754/55 war er Kommandant von Chingleput bei Madras.
Im Dienst der Ostindienkompanie kämpfte Gaupp in den Karnatischen Kriegen gegen indische und französische Truppen, wobei seine Teilnahme an der Schlacht bei Plassey (1757) unter Robert Clive den Höhepunkt bildete. 1758 wurde Gaupp Kommandant von Fort William bei Kalkutta. Der Erfolg Clives und der Ostindienkompanie schlug sich auch im persönlichen Vermögen Gaupps nieder. 1759 kehrte er nach London zurück und nach Regelung seiner Pension kam er im Oktober 1760 in Karlsruhe an. Die naturwissenschaftlich interessierte Markgräfin Karoline Luise ließ sich von ihm über Fauna und Flora Indiens berichten. Gaupp zog es in seine Heimat im Markgräflerland, aber mit der Markgräfin stand er über Jahre im Briefkontakt.

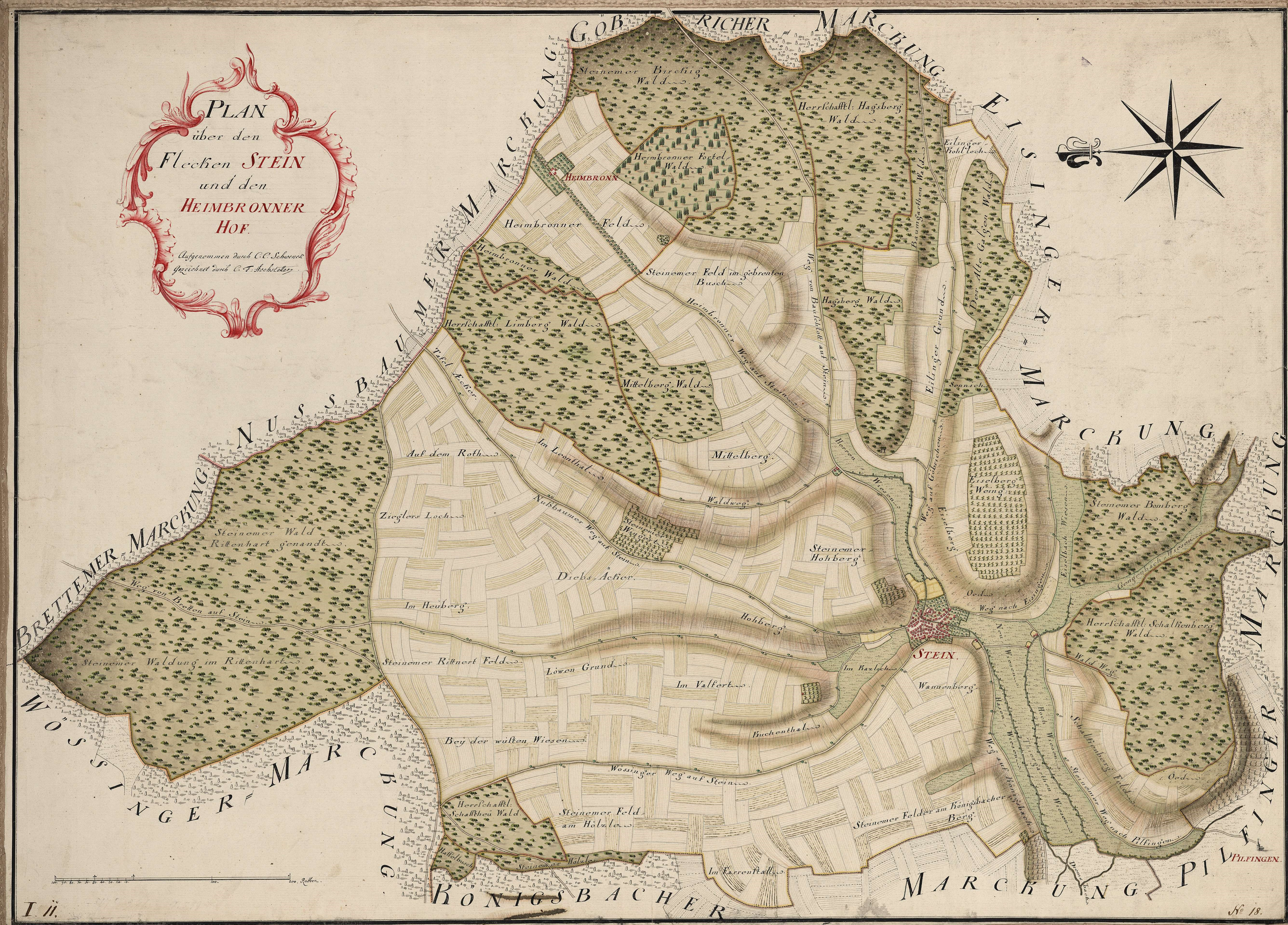
Heimbronner Hof und Stein

Im Januar 1761 heiratete er in Lörrach Magdalene Elisabeth Süß (* 1742) – eine Tochter des badischen Hofrats und Landschreibers Josef Süß – und im August desselben Jahres wurde er Teilhaber der Küpferschen Stoffdruckerei in Lörrach, wo er die in Indien gewonnenen Erkenntnisse und die mitgebrachten Stoffmuster einbrachte. Überdies rettete seine Kapitaleinlage den maroden Betrieb. Er schied aber bereits nach einem Jahr wegen Meinungsverschiedenheiten mit Johann Friedrich Küpfer wieder aus der Gesellschaft aus. Um 1770 kaufte er das Landgut Heimbronn bei Königsbach-Stein, das er zu einem Mustergut ausbaute. Seine Erkenntnisse zum Weinbau veröffentlichte er 1776 in der Schrift Der verbesserte Weinbau. Seine Experimente und sein unbelehrbarer Starrsinn führten letztlich zu so großen Verlusten, dass der Markgraf ihm durch Kauf des Gutes Heimbronn und der Bewilligung einer Jahresrente von 500 Gulden aus den Schwierigkeiten half. Nach dem Verkauf von Heimbronn zog er nach Pforzheim, wo er 1798 starb.
Sein 1764 in Lörrach geborener Sohn Philipp Jakob Gaupp schlug bei der Niederländischen Ostindien-Kompanie einen ähnlichen Weg ein.